# Công quốc Württemberg

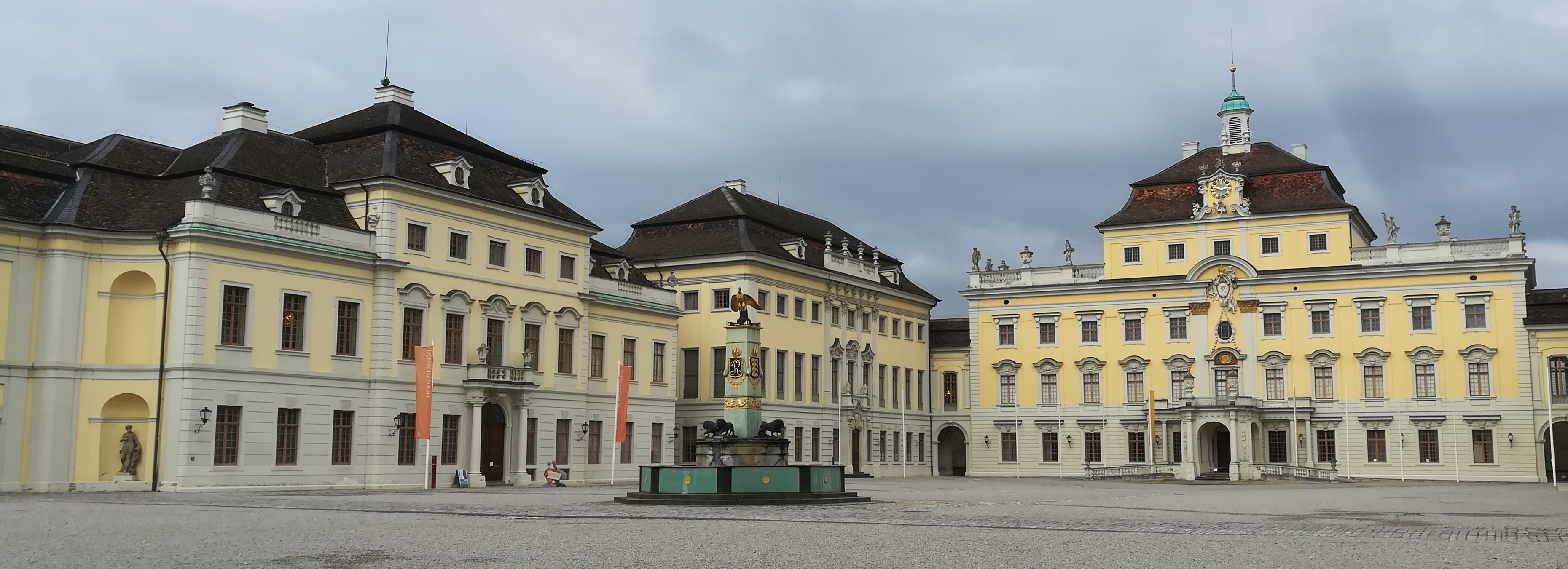
Sân trong của cung điện Ducal tại Ludwigsburg

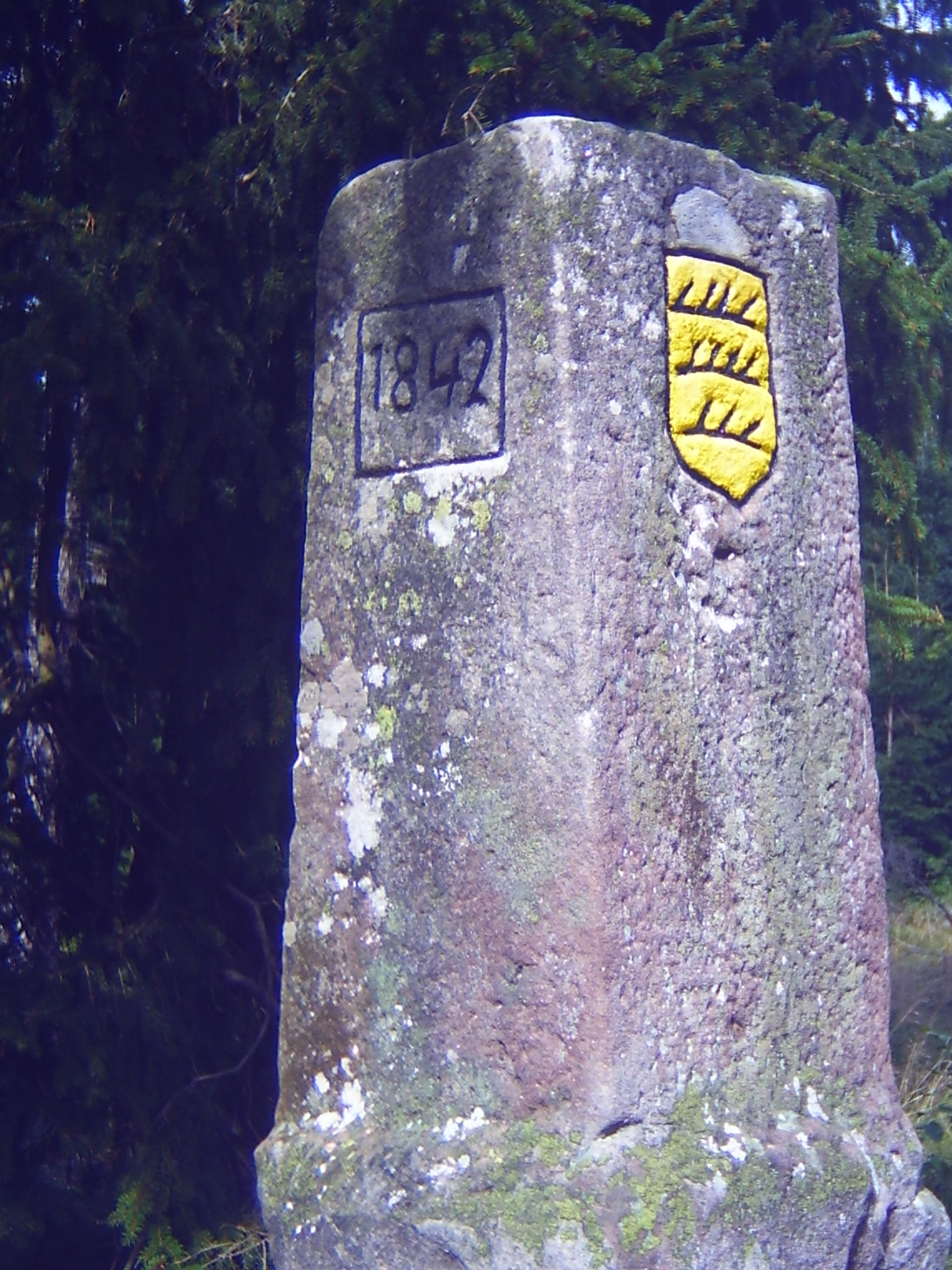
Cột mốc ranh giới bằng đá giữa Baden và Württemberg

Công quốc Württemberg (tiếng Đức: Herzogtum Württemberg) là một công quốc toạ lạc ở phía Tây Nam của Đế chế La Mã Thần thánh. Nó trở thành Nhà nước Đế chế của Thánh chế La Mã từ năm 1495 đến năm 1806. Tiền thân của nó chính là Bá quốc Württemberg, được thành lập từ thế kỷ XII, sau khi Công quốc Swabia tan rã. Sự tồn tại lâu dài và liên tục của công quốc Württemberg trong gần 4 thế kỷ chủ yếu là do kích thước của nó lớn hơn so với các công quốc láng giềng. Trong thời kỳ Cải cách Tin Lành, Württemberg phải đối mặt với nhiều áp lực từ Đế chế La Mã Thần thánh nhầm đảm bảo rằng công quốc này vẫn ở lại với đế chế. Württemberg liên tục chống lại các cuộc xâm lược từ Pháp trong thế kỷ XVII và XVIII, nó cũng cản đường quân đội Pháp và Áo trong cuộc chiến tranh kế vị giữa Nhà Bourbon và Nhà Habsburg.
Năm 1803, Napoléon Bonaparte đã nâng công quốc Württemberg lên thành Tuyển hầu xứ Württemberg của Đế chế La Mã Thần thánh. Ngày 01/01/1806, Tuyển đế hầu Württemberg được nâng lên thành Vương quốc Württemberg, và nó tồn tại cho đến khi Đế quốc Đức tan rã sau Chiến tranh Thế giới I.
Lãnh thổ của Công quốc Württemberg nằm bên trong thung lũng Sông Neckar, từ Tübingen đến Heilbronn, với thủ phủ là Stuttgart (cũng là thành phố lớn nhất) toạ lạc ở trung tâm công quốc. Phần phía bắc của Württemberg rộng rãi và màu mỡ với những con sông lớn, nơi đây trở thành vùng canh tác chủ yếu của công quốc. Phần phía Nam của Württemberg có nhiều núi, với Rừng Đen toạ lạc ở phía Tây và Swabian Alb ở phía Đông. Đông Nam của công quốc - bên kia Swabian Alb là Ulm và lưu vực Sông Danube. Công quốc Württemberg có diện tích hơn 8.000 km2 (3.100 dặm vuông). Về mặt chính trị, công quốc được tạo ra từ sự kết hợp của 350 lãnh thổ nhỏ hơn do các địa chủ thế tục và giáo hội cai quản. Ngay từ thế kỷ XIV, các lãnh thổ này đã giải thể để thành lập ra các quận/huyện (gọi là Ämter hoặc Vogteien trong tiếng Đức). Ban đầu được gọi là "Steuergemeinde", một "cộng đồng nhỏ chịu thuế". Đến năm 1520, số lượng các huyện này đã tăng từ 38 lên 45 vào năm 1442, và sẽ lên tới 58 vào cuối thế kỷ XVI. Chúng có quy mô rất khác nhau, từ Urach có 76 ngôi làng xa xôi cho tới Ebingen, nơi chỉ có thị trấn cùng tên.
Württemberg cũng là một trong những khu vực đông dân nhất của Đế quốc La Mã Thần thánh, với dân số 300.000-400.000 người (và tỷ lệ sinh tăng 6–7% mỗi năm) trong thế kỷ XVI, 70% dân số sống ở nông thôn. Đô thị lớn nhất trong công quốc là Stuttgart có 9.000 dân, tiếp theo là Tübingen, sau đó là Schorndorf, và Kirchheim-Teck (có từ 2.000 đến 5.000 đân), và hơn 670 ngôi làng bao gồm phần dân số còn lại.

## Lịch sử

### Sự ra đời
Công quốc Württemberg được thành lập tại Nghị viện Worms, vào ngày ngày 21 tháng 7 năm 1495, Hoàng đế Maximilian I tuyên bố Bá tước xứ Württemberg (tiếng Đức: Graf von Württemberg) là Eberhard V "Có râu" trở thành Công tước xứ Württemberg (tiếng Đức: Herzog von Württemberg). Đây được xem là lần nâng cấp tước vị lên hàng công tước cuối cùng trong thời Trung Cổ ở Đế chế La Mã Thần thánh. Nhà Württemberg đã cai trị lãnh thổ từ thế kỷ XI, và Công tước Eberhard I lên ngôi vào năm 1450 ở tuổi 14, trên một lãnh thổ được chia thành 2 bá quốc: được cai trị bởi dòng Württemberg-Stuttgart và dòng Württemberg-Urach. Năm 1482, ông thống nhất hai nhà nước này thành một, hợp nhất chính quyền của cả hai bá quốc thành nền tảng của chính quyền trung ương của công quốc.
Sau cái chết của Eberhard vào năm 1496, người em họ của ông là Eberhard II kế vị ông và sẽ không thực hiện nhiều thay đổi đối với cơ cấu chính phủ. Mặc dù trước đó đã được thống kê từ năm 1480 đến năm 1482, nhưng ông tỏ ra kém năng lực về mặt hành chính và nỗ lực bắt đầu cuộc chiến chống lại Công quốc Bayern đã khiến Estates thỉnh hầu Hoàng đế Maximilian I triệu tập Nghị viện vào tháng 3 năm 1498 để loại bỏ Eberhard II. Sau đó, Hoàng đế đã đưa ra một quyết định chưa từng có là đứng về phía Estates và do đó tước bỏ quyền cai trị của Công tước Eberhard II vào tháng 5 năm 1498. Trong khi các cố vấn của Công tước bị bắt hoặc bỏ trốn, bản thân Eberhard II cũng bị đày đến Lâu đài Lindenfels và được cấp một khoản tiền niên kim 6000 florin cho đến khi ông qua đời vào năm 1504. Thành tựu duy nhất dưới triều đại của Eberhard II là việc thành lập Hofkapelle để biểu diễn âm nhạc tôn giáo, và hệ thống bảo trợ âm nhạc này sẽ không bị gián đoạn cho đến Chiến tranh Ba mươi năm.

### Triều đại đầu tiên của Công tước Ulrich
Bá tước xứ Ulrich-Württemberg, thuộc dòng Urach của Nhà Württemberg, kế vị Eberhard II vào năm 1498 khi còn thiếu niên, vì thế quyền nhiếp chính được trao cho 4 quý tộc, gồm có: Bá tước Wolfgang von Fürstenberg, Andreas von Waldburg, Hans von Reischach (Thừa phát lại cấp cao của Montbéliard) và Diepolt Spät (Thừa phát lại cấp cao của Tübingen). Hai người khác là Tu viện trưởng xứ Zwiefalten và Tu viện trưởng xứ Bebenhausen, cũng giữ các vị trí cố vấn cho các nhiếp chính. Trong khi chính quyền lắng nghe mong muốn của người dân thông qua Estates, họ lại phản đối mong muốn của những burgher địa phương trong Chiến tranh Swabia rất không được lòng dân.

### Trích dẫn
1. ↑  Marcus 2000, tr. 7.
2. ↑  Marcus 2000, tr. 8.
3. ↑  Marcus 2000, tr. 37.
4. ↑  Wilson 2016, tr. 363:"The last of the medieval elevations occurred in 1495 when the count of Württemberg was made duke, legitimated through his possession of Teck, which had once been held by the defunct dukes of Zähringen. Thereafter, counts who were promoted simply received the title of 'prince' (Fürst) [...]."
5. 1 2 3  Marcus 2000, tr. 41.
6. 1 2  Marcus 2000, tr. 38.
7. ↑  Marcus 2000, tr. 37–38.
8. ↑  Marcus 2000, tr. 40.